# كارولاينا ماركيز
كارولاينا ماركيز (بالإسبانية: Carolina Márquez؛ بالإيطالية: Carolina Márquez) هي مغنية كولومبية وإيطالية، ولدت في 22 سبتمبر 1972 في بوغوتا في كولومبيا.

## وصلات خارجية
- الموقع الرسمي
- كارولاينا ماركيز على موقع ميوزك برينز (الإنجليزية)
- كارولاينا ماركيز على موقع أول ميوزيك (الإنجليزية)
- كارولاينا ماركيز على موقع ديسكوغز (الإنجليزية)